# Республіка Східна Славонія, Бараня і Західний Срем
Республіка Східна Славонія, Бараня і Західний Срем (серб. Republika Istočna Slavonija, Baranja i Zapadni Srem, Република Источна Славонија, Барања и Западни Срем) — короткочасна держава сербських повстанців на території Хорватії. Була утворена з єдиної частини бунтівної Республіки Сербська Країна (РСК), не захопленої хорватськими урядовими силами у серпні 1995 року. 
У період між проведенням операції «Буря» та підписанням Ердутської угоди Хорватія вагалася між дипломатичним чи військовим вирішенням, але через потужний тиск із боку міжнародного співтовариства можливість військового втручання була відкинута.
Незабаром після скасування РСК сербська і хорватська влада підписали під егідою ООН Ердутську угоду у 1995 році.
За цією угодою Республіку Східна Славонія, Бараня і Західний Срем було замінено Тимчасовою адміністрацією Організації Об'єднаних Націй для Східної Славонії, Барані та Західного Срему (UNTAES) 15 січня 1996. Метою місії UNTAES було створення перехідного періоду, протягом якого миротворці UNTAES мали контролювати мирну реінтеграцію території до складу Хорватії. У 1995—1998 терен мав залежно від мови такі назви: Подунайська Країна (серб. Podunavska Krajina) або Хорватське Подунав'я (хорв. Hrvatsko Podunavlje).
У 1998 місія UNTAES була завершена і територія була офіційно повернута Хорватії.